# Идентификационный номер налогоплательщика
Идентификационный номер налогоплательщика (ИНН) — цифровой код, упорядочивающий учёт налогоплательщиков в Российской Федерации. Присваивается налоговой записи как юридических, так и физических лиц Федеральной налоговой службой России. Организациям присваивается с 1994 года, индивидуальным предпринимателям — с 1997 года, прочим физическим лицам — с 1999 года (с начала действия первой части Налогового кодекса Российской Федерации).

## Виды

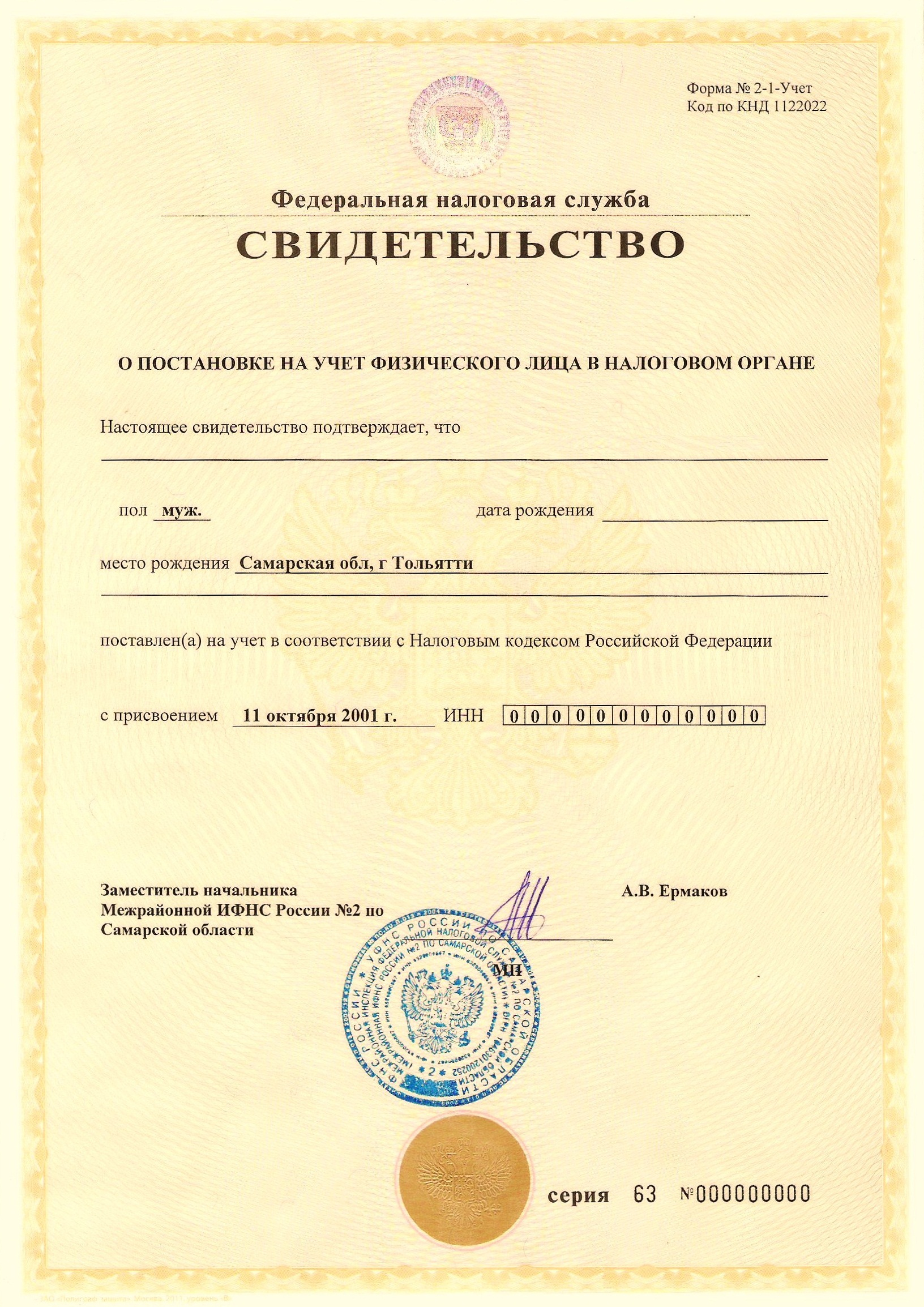
Свидетельство о постановке на учёт физического лица в территориальном органе ФНС России

### ИННфизического лица
Является последовательностью из 12 цифр, из которых первые четыре цифры — код налогового органа, который присвоил ИНН, следующие шесть — порядковый номер записи о налогоплательщике в территориальном разделе Единого государственного реестра налогоплательщиков налогового органа, который присвоил ИНН, и последние две — так называемое «контрольное число» для проверки правильности номера.

### ИННиндивидуального предпринимателя
Присваивается при регистрации физического лица в качестве индивидуального предпринимателя, если данное лицо ранее его не имело. В ином случае используется имеющийся ИНН.

### ИНН российскогоюридического лица
Является последовательностью из 10 цифр, из которых первые четыре цифры — код налогового органа, который присвоил ИНН, следующие пять — порядковый номер записи о налогоплательщике в территориальном разделе Единого государственного реестра налогоплательщиков налогового органа, который присвоил ИНН, и последняя — так называемое «контрольное число» для проверки правильности номера. ИНН вместе с КПП позволяют определить каждое обособленное подразделение юридического лица, поэтому часто оба этих кода отображаются и используются вместе, например, при указании платежных реквизитов организаций.

### ИНН иностранногоюридического лица
С 1 января 2005 года всегда начинается с цифр «9909», следующие 5 цифр соответствуют коду иностранной организации, последняя — контрольная цифра.

## Получение
- ИНН физического лица присваивается в налоговой инспекции по месту жительства физического лица после предъявления паспорта, копии паспорта и подачи заявления. Выдача свидетельства (бланк формата А4, на котором указаны сведения о фамилии, имени, отчестве физического лица, его дате и месте рождения, а также сам ИНН) производится в течение не более пяти дней. Индивидуальным предпринимателям выдаётся с остальными документами. Получать ИНН можно также по доверенности, которая должна быть нотариально заверена. В 1990-е годы выдавалось свидетельство о присвоении ИНН размером с визитную карточку, в дальнейшем стали выдавать на листе формата А4.
- ИНН физического лица лицам, родившимся в России, начиная с 1999 года, присваивается налоговыми органами автоматически на основании информации от органов ЗАГС[1].
- Физическим лицам по их желанию на 18-й странице паспорта вместе с идентификационным номером плательщика указывается наименование налогового органа, его код и дата внесения записи[2].
- ИНН юридического лица присваивается организации при её регистрации в налоговой инспекции, осуществляющей регистрацию юридических лиц.

Первые четыре цифры ИНН в совокупности всегда идентифицируют учреждение ФНС России, представляя собой код из справочника СОУН (Справочник кодов обозначения налоговых органов для целей учёта налогоплательщиков).

## Код причины постановки на учёт
Для организаций в дополнение к ИНН в связи с постановкой на учёт в налоговых органах по основаниям, предусмотренным Налоговым кодексом Российской Федерации, присваивается код причины постановки на учёт (КПП). Структура КПП представляет собой девятизначный код: NNNNPPXXX. КПП состоит из следующей последовательности символов слева направо:
- NNNN (4 знака) — код налогового органа, который осуществил постановку на учёт организации по месту её нахождения, месту нахождения обособленного подразделения организации, расположенного на территории Российской Федерации, месту нахождения принадлежащих ей недвижимого имущества и транспортных средств, а также по иным основаниям, предусмотренным Налоговым кодексом Российской Федерации, или осуществил учёт сведений в отношении организации в случаях, предусмотренных Порядком постановки на учёт, снятия с учёта в налоговых органах российских организаций по месту нахождения их обособленных подразделений, принадлежащих им недвижимого имущества и (или) транспортных средств, физических лиц — граждан Российской Федерации, а также индивидуальных предпринимателей, применяющих упрощённую систему налогообложения на основе патента.
- PP (2 знака) — причина постановки на учёт (учёта сведений). Числовое значение символов PP может принимать значение в соответствии с ведомственным (ФНС) «Справочником причин постановки на учёт налогоплательщиков-организаций в налоговых органах (СППУНО)»[3]. Для российской организации — от 01 до 50 (01 — по месту её нахождения); для иностранной организации — от 51 до 99. Могут применяться следующие значения:

- «43» — постановка на учёт российской организации по месту нахождения её филиала;
- «44» — постановка на учёт российской организации по месту нахождения её представительства;
- «45» — постановка на учёт российской организации по месту нахождения её обособленного подразделения.

- XXX (3 знака) — порядковый номер постановки на учёт (учёта сведений) в налоговом органе по соответствующему основанию[4].

### Вычисление контрольных цифр
Для 10-значного ИНН, присваиваемого юридическому лицу, контрольной является последняя, десятая цифра:
{\displaystyle {n_{10}=((2n_{1}+4n_{2}+10n_{3}+3n_{4}+5n_{5}+9n_{6}+4n_{7}+6n_{8}+8n_{9})~{\bmod {\ }}11)~{\bmod {\ }}10}}
Контрольная цифра, вычисленная столь внушительным на первый взгляд методом, позволяет делать ошибки даже в одной цифре ИНН. Например, 1181111110 и 1191111110. Для первого числа 121 mod 11 = 0, для второго 131 mod 11 = 10, 10 mod 10 = 0.
Для 12-значного ИНН, присваиваемого физическому лицу, контрольными являются последние две цифры:
{\displaystyle n_{11}=((7n_{1}+2n_{2}+4n_{3}+10n_{4}+3n_{5}+5n_{6}+9n_{7}+4n_{8}+6n_{9}+8n_{10})~{\bmod {\ }}11)~{\bmod {\ }}10}
{\displaystyle n_{12}=((3n_{1}+7n_{2}+2n_{3}+4n_{4}+10n_{5}+3n_{6}+5n_{7}+9n_{8}+4n_{9}+6n_{10}+8n_{11})~{\bmod {\ }}11)~{\bmod {\ }}10}
Выражение {\displaystyle a~{\bmod {\ }}b} означает остаток от деления {\displaystyle a} на {\displaystyle b}.

## Применение
ИНН физического лица может требоваться при приёме на работу, однако его получение остаётся добровольным. Необходим только государственным служащим и индивидуальным предпринимателям, тем не менее, номер может быть присвоен без ведома лица при необходимости ведения налогового учёта в отношении данного лица.
Иностранный гражданин, въехавший в РФ в порядке, не требующем получения визы, и получивший разрешение на временное проживание, обязан представить копию свидетельства или уведомления о постановке на налоговый учёт в течение 12 месяцев с даты въезда в РФ.
Применяется в налоговом учёте вместо использования персональных данных практически во всех документах.
Бухгалтерская и налоговая отчётность юридических лиц и индивидуальных предпринимателей должна содержать ИНН.

## ИНН и религия
В некоторых религиозных общинах получение ИНН считается греховным и богопротивным, поскольку ассоциируется с несколькими местами из «Апокалипсиса». Первую кампанию по этому поводу начал американский журналист Рон Стил, пытавшийся восстановить общественность против системы электронных платежей. В России движение против ИНН, электронных карт и штрих-кодов возглавили в 1999 году окружение архимандрита Тихона (Шевкунова) (сам архимандрит позднее отказался от этих идей) и дьякон Андрей Кураев (также впоследствии изменивший свою позицию и принесший извинения). Их поддержали более десятка епископов и множество прихожан; некоторые верующие в знак протеста против ИНН уходили в леса и даже совершали самоубийства.
Архимандрит Закхей (Вуд) вспоминал: «Принимать или не принимать индивидуальный номер — одно время казалось, что важнее проблемы в православном сообществе нет». В то же время Элладская православная церковь в 1998 году и Русская православная церковь в 2001 году заявили о возможности использования ИНН для православных граждан. Тем не менее имеются другие богословские суждения. Ярким примером служит так называемое Обращение епископа Диомида, в котором осуждается благословение духовной властью персональной идентификации граждан.
В 2003 году храм Казанской иконы Божией Матери издал книгу иеродьякона Авеля (Семёнова) и Александра Дроздова «Знамение Пререкаемо», которая обращена к широкому кругу читателей. В книге проведена подробная работа, объясняющая «духовную сущность» идентификационных номеров и почему они вводятся во всех странах мира. В 2003—2005 годах эта книга изымалась из продажи в некоторых епархиях (например, Владимирской и Суздальской) и многих храмах Московской епархии.
Ссылаясь на заключения Богословской комиссии и Священного синода, патриарх Алексий II осудил «магическое отношение к цифрам и буквам» и предостерёг самозваных богословов, разжигавших раскольнический экстремизм и фанатизм своими рассуждениями о «кознях антихриста и последних временах». Аналогичную позицию занял патриарх Кирилл.
4 февраля 2013 Архиерейский собор Русской православной церкви принял заявление «Позиция Церкви в связи с развитием технологий учёта и обработки персональных данных», в котором сказано:

Использование идентификатора вкупе с современными техническими средствами позволит осуществлять тотальный контроль за человеком без его согласия — отслеживать его перемещения, покупки, расчёты, прохождение им медицинских процедур, получение социальной помощи, другие юридически и общественно значимые действия и даже личную жизнь.
Многие верующие выражают принципиальное несогласие с обязательным присвоением «идентификационного кода с превращением его в несменяемый, пожизненный и посмертный атрибут».

Епископ Иона (Черепанов) в том же году объяснил суть этого документа так: «большую часть православного населения очень мало интересует вопрос налоговых деклараций, ИНН и подобных электронных носителей. Люди православные в основном живут другими интересами — вопросами покаяния, жизни во Христе, изучением святых отцов — того, что касается жизни вечной. Их больше интересует Христос, а не антихрист. Но есть, всё-таки, часть населения, которая склонна к подобному „заморачиванию“, это тоже наши братья во Христе. И если игнорировать их настроения, то есть опасность, что они уйдут в секты, маргинальные околоправославные движения. Поэтому Собор принял постановление, которое вкратце можно изложить так: мы понимаем, что какие бы ни были средства учёта и документы, это всё не является препятствием к жизни человека во Христе. Но просим власти стран, на территории которых находятся приходы Русской православной церкви, обратить внимание на то, что часть верующих смущаются подобными нововведениями, и учесть их чаяния и смущение, предоставив возможность альтернативного учёта в налоговых органах».